# Ivo Appel
Ivo Appel (* 1965 in Karlsruhe) ist ein deutscher Rechtswissenschaftler. Er ist Professor für Verfassungsrecht, deutsches und europäisches Verwaltungsrecht, Umweltrecht und Rechtsphilosophie an der Universität Hamburg.

## Leben
Ivo Appel verbrachte seine Schulzeit von 1970 bis 1982 an der Europäischen Schule Karlsruhe. In den Jahren 1982 bis 1987 absolvierte er ein Studium der Rechtswissenschaften und Philosophie an den Universitäten Erlangen, Lausanne und Freiburg. Es folgten Studienaufenthalte an der Universität Straßburg und der London School of Economics.
Im Jahr 1997 erfolgte seine Promotion durch die rechtswissenschaftliche Fakultät der Universität Freiburg und ebenda 2001 seine Habilitation. Der Ernennung zum Universitätsprofessor an der Universität Augsburg im Jahr 2003 folgte 2011 die Annahme eines Rufes und Ernennung zum Universitätsprofessor an der Universität Hamburg. Dort ist Appel seit 2012 geschäftsführender Direktor der Forschungsstelle Umweltrecht.
Er befasst sich wissenschaftlich vor allem mit deutschen, europäischen und internationalen Umweltrecht, dem Planungsrecht sowie dem Bio- und Gentechnikrecht. Forschungsschwerpunkte Appels liegen auch im deutschen und europäischen Verwaltungsrecht, insbesondere der Reform des Verwaltungsrechts. In der
Rechtsphilosophie und Rechtstheorie befasst er sich mit der Steuerungs- und Ordnungsfunktion des Rechts, der  Normsetzung, Gerechtigkeitstheorie und Nachhaltigkeitsstrategien.

## Publikationen (Auswahl)
- Verfassung und Strafe. Zu den verfassungsrechtlichen Grenzen staatlichen Strafens (Zugl.: Freiburg (Breisgau), Univ., Diss., 1996/97), Duncker & Humblot, Berlin 1998, ISBN 978-3-428-09212-3.
- Staatliche Zukunfts- und Entwicklungsvorsorge. Zum Wandel der Dogmatik des öffentlichen Rechts am Beispiel des Konzepts der nachhaltigen Entwicklung im Umweltrecht (Zugl.: Freiburg (Breisgau), Univ., Habil.-Schr., 2001), Mohr Siebeck, Tübingen 2005, ISBN 978-3-16-147857-4.
- mit Georg Hermes: Mensch – Staat – Umwelt, Duncker & Humblot, Berlin 2008, ISBN 978-3-428-12441-1.
- mit Matthias Rossi: Finanzmarktkrise und Enteignung. Zur Vereinbarkeit des Rettungsübernahmegesetzes mit Verfassungs- und Europarecht, Nomos, Baden-Baden 2009, ISBN 978-3-8329-4831-3.
- mit Georg Hermes, Christoph Schönberger (Hrsg.): Öffentliches Recht im offenen Staat. Festschrift für Rainer Wahl zum 70. Geburtstag, Duncker & Humblot, Berlin 2011, ISBN 978-3-428-13382-6.
- mit Sebastian Mielke: Strategien der Risikoregulierung. Bedeutung und Funktion eines Risk-Based Approach bei der Regulierung im Umweltrecht, Nomos, Baden-Baden 2014, ISBN 978-3-8487-1544-2.
- mit Kersten Wagner-Cardenal (Hrsg.): Verwaltung zwischen Gestaltung, Transparenz und Kontrolle. Beiträge zum Symposium anlässlich des 70. Geburtstags von Ulrich Ramsauer, Nomos, Baden-Baden 2019, ISBN 978-3-8487-6402-0.